# فراناویلا آنجیتولا
فراناویلا آنجیتولا (به ایتالیایی: Francavilla Angitola) یک کومونه در ایتالیا است که در استان ویبو والنتیا واقع شده‌است.

## خصوصیات
فراناویلا آنجیتولا ۲۸٫۳ کیلومترمربع مساحت و ۲٬۰۹۳ نفر جمعیت دارد.